# Клудзиці
Клудзиці (пол. Kłudzice) — село в Польщі, у гміні Сулеюв Пйотрковського повіту Лодзинського воєводства.
Населення — 373 особи (2011).
У 1975-1998 роках село належало до Пйотрковського воєводства.

## Демографія
Демографічна структура станом на 31 березня 2011 року:
|          | Загалом | Допрацездатний вік | Працездатний вік | Постпрацездатний вік |
| -------- | ------- | ------------------ | ---------------- | -------------------- |
| Чоловіки | 183     | 40                 | 128              | 15                   |
| Жінки    | 190     | 46                 | 97               | 47                   |
| Разом    | 373     | 86                 | 225              | 62                   |